# Kana Kitahara
Kana Kitahara (北原 佳奈, 17 de desembre de 1988) és una futbolista japonesa.

## Selecció del Japó
Va debutar amb la selecció del Japó el 2013. Va disputar 9 partits amb la selecció del Japó. Ha disputat Copa del Món de 2015.

## Estadístiques
| Selecció del Japó | Selecció del Japó | Selecció del Japó |
| Anys              | Partits           | Gols              |
| ----------------- | ----------------- | ----------------- |
| 2013              | 1                 | 0                 |
| 2014              | 6                 | 0                 |
| 2015              | 2                 | 0                 |
| Total             | 9                 | 0                 |